# Whittonstall
Whittonstall är en ort i civil parish Shotley Low Quarter, i grevskapet Northumberland i England. Orten är belägen 7 km från Prudhoe. Whittonstall var en civil parish 1866–1955 när det uppgick i Shotley Low Quarter. Civil parish hade 127 invånare år 1951.